# داني ستيل (لاعب كرة قدم)
داني ستيل (بالإنجليزية: Danny Steel)‏ (2 مايو 1884 في المملكة المتحدة - 1931) هو لاعب كرة قدم بريطاني (وحمل سابقاً جنسية المملكة المتحدة لبريطانيا العظمى وأيرلندا) في مركز الدفاع. لعب مع توتنهام هوتسبير ونادي رينجرز ونادي ليتون أورينت ونادي أردريونيانز ونادي لانارك الثالث.